# ابی دور
ابی دور (به انگلیسی: Abbey Dore) یک روستا و محله مدنی در بریتانیا است که در هرفوردشر واقع شده‌است. ابی دور ۳۸۵ نفر جمعیت دارد.